# Kirchberg-Thening
Kirchberg-Thening (bis 1951 Kirchberg) ist eine Gemeinde im Zentralraum Oberösterreichs im Bezirk Linz-Land, mit 2551 Einwohnern (Stand 1. Jänner 2024).

## Geografie
Kirchberg-Thening liegt auf 357 m Höhe im oberösterreichischen Zentralraum. Die Ausdehnung beträgt von Nord nach Süd 3,9 km, von West nach Ost 7,4 km. Die Gesamtfläche beträgt 15,9 km². 10,1 % der Fläche sind bewaldet, 76,1 % der Fläche sind landwirtschaftlich genutzt.

### Gemeindegliederung
Die Gemeinde Kirchberg-Thening besteht aus den beiden Katastralgemeinden Axberg (736,08 ha) und Kirchberg (853,95 ha). Die Katastralgemeinde Kirchberg nimmt den Osten des Gemeindegebietes ein und beherbergt mit Thening und Kirchberg die beiden Hauptorte der Gemeinde. Die Katastralgemeinde Axberg im Westen der Gemeinde ist hingegen wesentlich dünner besiedelt. Im Nordwesten der Katastralgemeinde Kirchberg liegt der Weiler Au mit der Au-Siedlung und im Nordosten die Rotte Thürnau (275 m ü. A.). Au bestand 2001 aus 41 Gebäuden mit 130 Einwohnern, Thürnau aus 59 Gebäuden mit 275 Einwohnern. Südwestlich von Au liegt das Dorf Gumpolding (290 m ü. A.), das 2001 aus 44 Gebäuden mit 146 Bewohnern bestand. Östlich davon liegt das Dorf Kirchberg (357 m ü. A.), das 2001 mit 100 Gebäuden und 267 Einwohnern der zweitgrößte Ortsteil war. Südöstlich von Kirchberg befindet sich mit Thening (322 m ü. A.) der Hauptort der Gemeinde, wobei Kirchberg und Thening bereits fast zusammengewachsen sind. Thening war 2001 188 Gebäude groß und beherbergte 675 Einwohner. Im Süden der Gemeinde bzw. Katastralgemeinde finden sich zudem die Rotte Niederbuch und die Siedlung Niederfeld (302 m ü. A.), die 2001 24 bzw. 43 Gebäude und 66 bzw. 112 Einwohner umfassten. In der Katastralgemeinde Axberg liegen die Ortsteile Aichberg, Axberg und Schauersfreiling (von Westen nach Osten). Im Süden befindet sich zudem der Ortsteil Intenham. Der Weiler Aichberg hatte 2001 sechs Gebäude und 12 Einwohner, das Dorf Axberg (374 m ü. A.) 52 Gebäude und 178 Einwohner und die Rotte Schauersfreilling 18 Gebäude und 57 Einwohner während die Rotte Intenham mit dem Schöllnergut 65 Gebäude und 212 Einwohner umfasste.
Zwischen 2001 und 2011 konnten Au, Thening und Thürnau ihre Einwohnerzahlen steigern. Die übrigen Ortsteile wiesen geringe Steigerungen oder leichte Verluste auf. Thening kam 2011 auf 804 Einwohner, Thürnau auf 302, Kirchberg auf 289, Interham auf 206, Axberg auf 173, Au auf 151, Gumpolding auf 141, Niederfeld auf 104, Niederbuch auf 63, Schauersfreiling auf 51 und Aichberg auf 12 Einwohner.
Das Gemeindegebiet umfasst folgende Ortschaften (in Klammern Einwohnerzahl Stand 1. Jänner 2024):
- Aichberg (9)
- Au (145)
- Axberg (156)
- Gumpolding (162)
- Intenham (180)
- Kirchberg (508)
- Niederbuch (76)
- Niederfeld (99)
- Schauersfreiling (70)
- Thening (855)
- Thürnau (291)

Der zuständige Gerichtsbezirk ist der Gerichtsbezirk Traun.

### Nachbargemeinden
|                 | Alkoven (EF)                                | Wilhering |
| Holzhausen (WL) | Kompassrose, die auf Nachbargemeinden zeigt | Pasching  |
|                 | Oftering                                    | Hörsching |

## Geschichte
Thening wird 825 zum ersten Mal in einer Urkunde des Klosters Mondsee erwähnt, Kirchberg erst 1295. Der Ortsname Thening ist auf einen Mann namens Teno zurückzuführen.
Ursprünglich im Ostteil des Herzogtums Bayern liegend, gehörte das Gebiet um die Orte Kirchberg und Thening seit dem 12. Jahrhundert zum Herzogtum Österreich. Seit 1490 wird er dem Fürstentum Österreich ob der Enns zugerechnet. Seit dem Toleranzpatent Kaiser Josephs II. 1781  ist Thening ein Hauptort der evangelischen Christen Oberösterreichs. Während der Napoleonischen Kriege war der Ort mehrfach besetzt.
Seit 1918 gehört der Ort zum neu gegründeten Bundesland Oberösterreich. Nach dem Anschluss Österreichs an das Deutsche Reich am 13. März 1938 gehörte der Ort dann zum Gau Oberdonau. Nach 1945 erfolgte die Wiederherstellung Oberösterreichs.
Der Gemeindename Kirchberg wurde mit Wirkung zum 1. November 1951 in Kirchberg-Thening geändert.

### Bevölkerungsentwicklung
2013 lebten in der Gemeinde Kirchberg-Thening 2.287 Menschen, womit Kirchberg-Thening an der Einwohnerzahl gemessen im unteren Mittelfeld der 22 Gemeinden des Bezirks lag. Ende 2001 waren 91,1 Prozent der Bevölkerung österreichische Staatsbürger (Oberösterreich 92,8 Prozent, Bezirk Linz-Land 91,4 Prozent), bis zum Jahresbeginn 2013 sank der Wert leicht auf 97,4 Prozent (Oberösterreich 91,1 Prozent, Bezirk Linz-Land 89,0 Prozent). Insgesamt wurden 2013 in der Gemeinde 59 Ausländer gezählt, die zu 93 Prozent aus Europa stammten. Daneben waren insgesamt 142 Menschen im Ausland geboren worden. Zur römisch-katholischen Kirche bekannten sich 2001 60,9 Prozent der Einwohner (Oberösterreich: 79,4 Prozent), 30,2 Prozent waren evangelisch, 7,8 Prozent ohne Bekenntnis und 0,3 Prozent islamischen Glaubens.
Der Altersdurchschnitt der Gemeindebevölkerung lag 2001 im Landesdurchschnitt. 18,3 Prozent der Einwohner von Kirchberg-Thening waren jünger als 15 Jahre (Oberösterreich: 18,8 Prozent), 61,2 Prozent zwischen 15 und 59 Jahre alt (Oberösterreich: 61,6 Prozent). Der Anteil der Einwohner über 59 Jahre lag mit 20,5 Prozent knapp über dem Landesdurchschnitt von 20,2 Prozent. Der Altersdurchschnitt der Bevölkerung von Kirchberg-Thening veränderte sich in der Folge vor allem beim jüngeren und beim mittleren Alterssegment. Der Anteil der unter 15-jährigen sank per 1. Jänner 2013 auf 14,9 Prozent, während sich der Anteil der Menschen zwischen 15 und 59 Jahren auf 65,4 Prozent deutlich erhöhte. Der Anteil der über 59-jährigen sank hingegen leicht auf 19,7 Prozent. Nach dem Familienstand waren 2001 39,6 Prozent der Einwohner von Kirchberg-Thening ledig, 50,4 Prozent verheiratet, 5,4 Prozent verwitwet und 4,6 Prozent geschieden.
Die Gemeinde Kirchberg-Thening verzeichnete zwischen dem späten 19. Jahrhundert und dem Jahr 1900 kaum eine Bevölkerungsbewegung. Erst danach kam es zu einer geringen Bevölkerungssteigerung, die jedoch bis 1939 lediglich rund 11 Prozent ausmachten. Zu einem starken Bevölkerungswachstum kam es in der Folge vor allem zwischen 1939 und 1951, nach einem kurzen Rückgang stieg die Bevölkerung schließlich kontinuierlich. Die Wachstumsraten blieben jedoch weiter unter jenen des Bezirks. Hatte die Gemeinde in den 190er Jahren noch eine Abwanderung zu verzeichnen, die lediglich durch eine stark positive Geburtenbilanz ausgeglichen werden konnte, so verfügt Kirchberg-Thening seit den 1980er Jahren über eine sich verstärkende Zuwanderung, die insbesondere in den 1990er Jahren und bis 2007 besonders hoch war. Seit 2008 gibt es jedoch eine leichte Abwanderung aus der Gemeinde. Die Geburtenbilanz ist seit Jahrzehnten positiv.

## Kultur und Sehenswürdigkeiten
- Theninger Toleranzbethaus
- Evangelische Pfarrkirche Thening

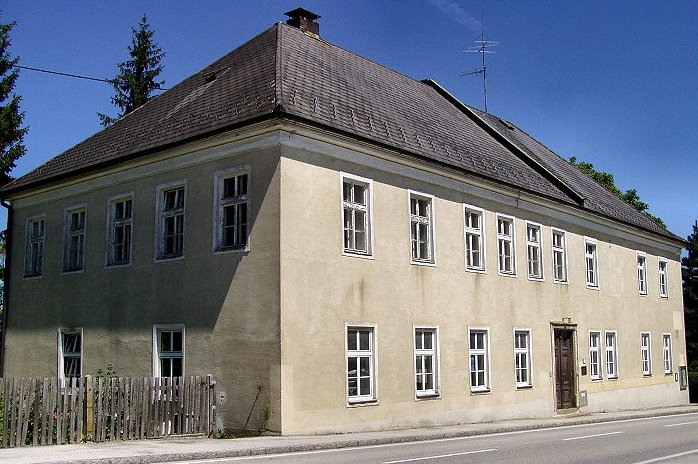
Theninger Toleranzbethaus

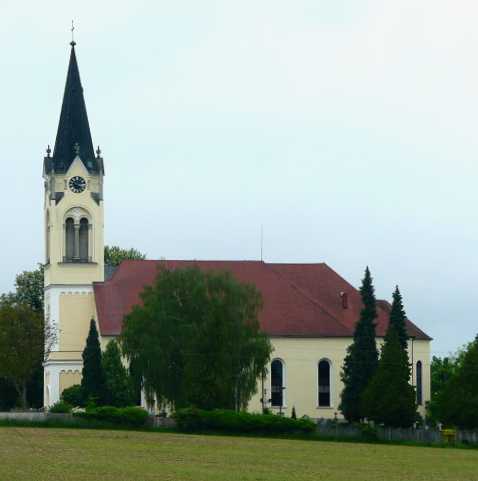
Evangelische Pfarrkirche Thening

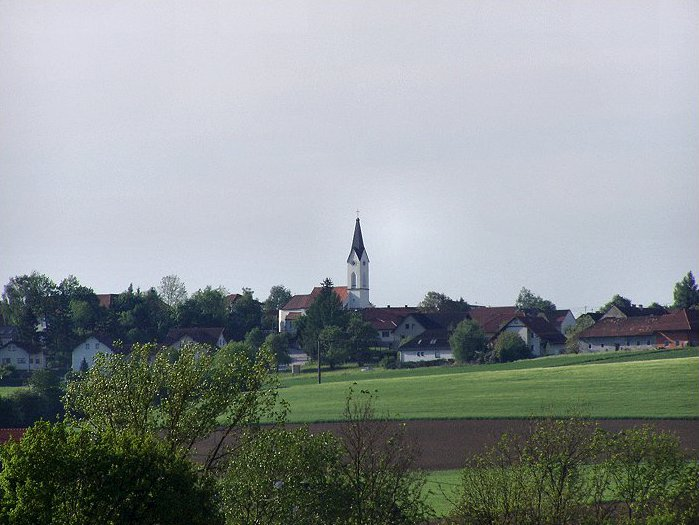
Katholische Pfarrkirche Kirchberg bei Linz

- Katholische Pfarrkirche Kirchberg bei Linz

## Wirtschaft und Infrastruktur
Kirchberg-Thening beherbergte 2001 lediglich einen Betrieb, der 20 oder mehr Beschäftigte hatte. Insgesamt ergab die im Rahmen der Volkszählung durchgeführte Arbeitsstättenzählung 59 Arbeitsstätten mit 275 Beschäftigten (ohne Landwirtschaft), wobei 79 Prozent unselbständig Beschäftigte waren. Die Anzahl der Arbeitsstätten war dabei gegenüber dem Jahr 1991 um 22 (plus 60 Prozent) gestiegen, die Anzahl der Beschäftigten um 78 Personen (plus 40 Prozent). Wichtigster Wirtschaftszweig war 2001 der Handel mit 17 Arbeitsstätten und 103 Beschäftigten (38 Prozent aller Beschäftigten) vor der Sachgütererzeugung mit neun Arbeitsstätten und 57 Beschäftigten (21 Prozent) und dem Realitätenwesen/den Unternehmensdienstleistungen mit 13 Arbeitsstätten und 34 Beschäftigten (12 Prozent). Danach folgten das Unterrichtswesen und die „Erbringung von sonstigen öffentlichen und persönlichen Dienstleistungen“.48 Prozent der in Kirchberg-Thening Beschäftigten waren Angestellte oder Beamte, 26 Prozent Arbeiter und 21 Prozent Betriebsinhaber.
Von den in Kirchberg-Thening 2010 lebenden 1.179 Erwerbspersonen waren nur 3,5 % arbeitslos. Von den 1.138 Erwerbstätigen waren 206 im Handel (18 Prozent), 202 in der Sachgütererzeugung (18 Prozent) und 100 im Gesundheits- und Sozialwesen (9 Prozent) beschäftigt. Weitere wichtige Branchen waren die öffentliche Verwaltung sowie Erziehung und Unterricht. Von den 1.118 Erwerbstätigen aus Kirchberg-Thening (erwerbstätige Einwohner ohne temporär von der Arbeit abwesende Personen) gingen 2010 nur 159 Personen in Kirchberg-Thening ihrer Beschäftigung nach. 959 bzw. 86 Prozent mussten zur Arbeit auspendeln. Von den Auspendlern hatten 32 Prozent ihre Arbeitsstätte im Bezirk Linz-Land und 42 Prozent in Linz. Wichtige Auspendlergemeinden neben Linz waren Leonding, Pasching, Wels, Traun und Alkoven. Im Gegenzug pendelten 175 Menschen nach Kirchberg-Thening ein, insbesondere aus Hörsching und Linz.
Die Land- und Forstwirtschaft spielt für die Gemeinde nur noch eine geringe Bedeutung. 2010 waren lediglich 39 Menschen bzw. 3,4 Prozent der Erwerbstätigen aus Kirchberg-Thening in der Land- und Forstwirtschaft beschäftigt. An Betrieben wies die Statistik 2010 für die Gemeinde Kirchberg-Thening 35 land- und forstwirtschaftliche Betriebe aus. Darunter befanden sich 18 Haupterwerbsbetriebe und 15 Nebenerwerbsbetriebe. Die Gesamtbetriebszahl war gegenüber 1999 um 15 Betriebe bzw. 30 Prozent gesunken, wobei die Zahl der Nebenerwerbsbetriebe massiv zurückgegangen und jene der Vollerwerbsbetriebe leicht gestiegen war. Gemeinsam bewirtschafteten die Betriebe 2010 insgesamt 1.171 Hektar Fläche, wobei 80 Prozent der Fläche von Vollerwerbsbauern bewirtschaftet wurden. Die Durchschnittsfläche der Vollerwerbsbauern lag dabei mit 52,3 Hektar rund 50 Prozent höher als der oberösterreichische Durchschnitt. Der Ortsteil Axberg ist Sitz der Reisetbauer Qualitätsbrand GmbH.

### Verkehr
Die Gemeinde Kirchberg-Thening wird verkehrsmäßig von Norden nach Süden von der Theninger Straße (B 133) aufgeschlossen, die die Gemeinde mit Alkoven bzw. der Eferdinger Straße (B 129) im Norden und der Gemeinde Hörsching bzw. der Wiener Straße (B 1) im Süden verbindet. Zudem existieren auf dem Gemeindegebiet noch die Kranholz Bezirksstraße (L 1384) die von Kirchberg-Thening nach Westen über Schauersfreiling bis nach Axberg führt und die Hörschinger Landesstraße (L 532), die Axberg nach Norden mit Alkoven und nach Süden mit Hörsching verbindet. Im äußersten Norden führt zudem die Ruflinger Bezirksstraße (L 1388) kurz über das Gemeindegebiet von Kirchberg-Thening. An das öffentliche Verkehrsnetz ist die Gemeinde durch die Linzer Lokalbahn angeschlossen, die auf dem Gemeindegebiet die Station	Kirchberg-Thürnau einhält und so die Gemeinde mit Linz bzw. Eferding verbindet. Des Weiteren führen die Buslinien 682 und 688 von Hörsching aus auf das Gemeindegebiet.

### Bildung
Eine erste Schule ist in Kirchberg seit der Zeit um 1770 überliefert, wobei sich die Schule ursprünglich im heutigen Musikheim befand. Das Gebäude wurde auch als Pfarrhof und Mesnerhaus genutzt. Nach dem Toleranzpatent von Kaiser Joseph II wurde 1783 auch eine evangelische Schule im Weismeierhäusl in Thening eingerichtet. Zwischen 1783 und 1784 gab es eine zweite evangelische Schule im späteren Postgebäude. 1907 entstand in Thening zudem ein dreiklassiges Schulhaus, dem heutigen Pfarrhaus. Die evangelische Privatschule bestand in Thening bis 1938, nach dem Zweiten Weltkrieg wurden die Schulen von Kirchberg und Thening zusammengelegt. Zudem befand sich bis 1964 die Hauptschule Leonding im Pfarrhof. Die Volksschule in Kirchberg-Thening wurde im Schuljahr 2013/14 erstmals sechsklassig geführt und von 96 Kindern besucht. Im Nebengebäude der Schule ist der Kindergarten Kirchberg-Thening und der Hort Kirchberg-Thening untergebracht. Zudem existiert in nächster Nähe eine Volkshochschule der AK, die Gemeinde selbst betreibt eine Gemeindebücherei.

### Sportvereine
- ASKÖ Sportclub Kirchberg-Thening – Fußballverein
- ASKÖ-ESV Kirchberg-Thening – Eisstockschützenverein in Kirchberg-Thening
- ATV Thening-Oftering – Allgemeiner Turnverein
- Reitclub Pischi – Sportpferde

## Politik
Der Gemeinderat hat 25 Mitglieder.

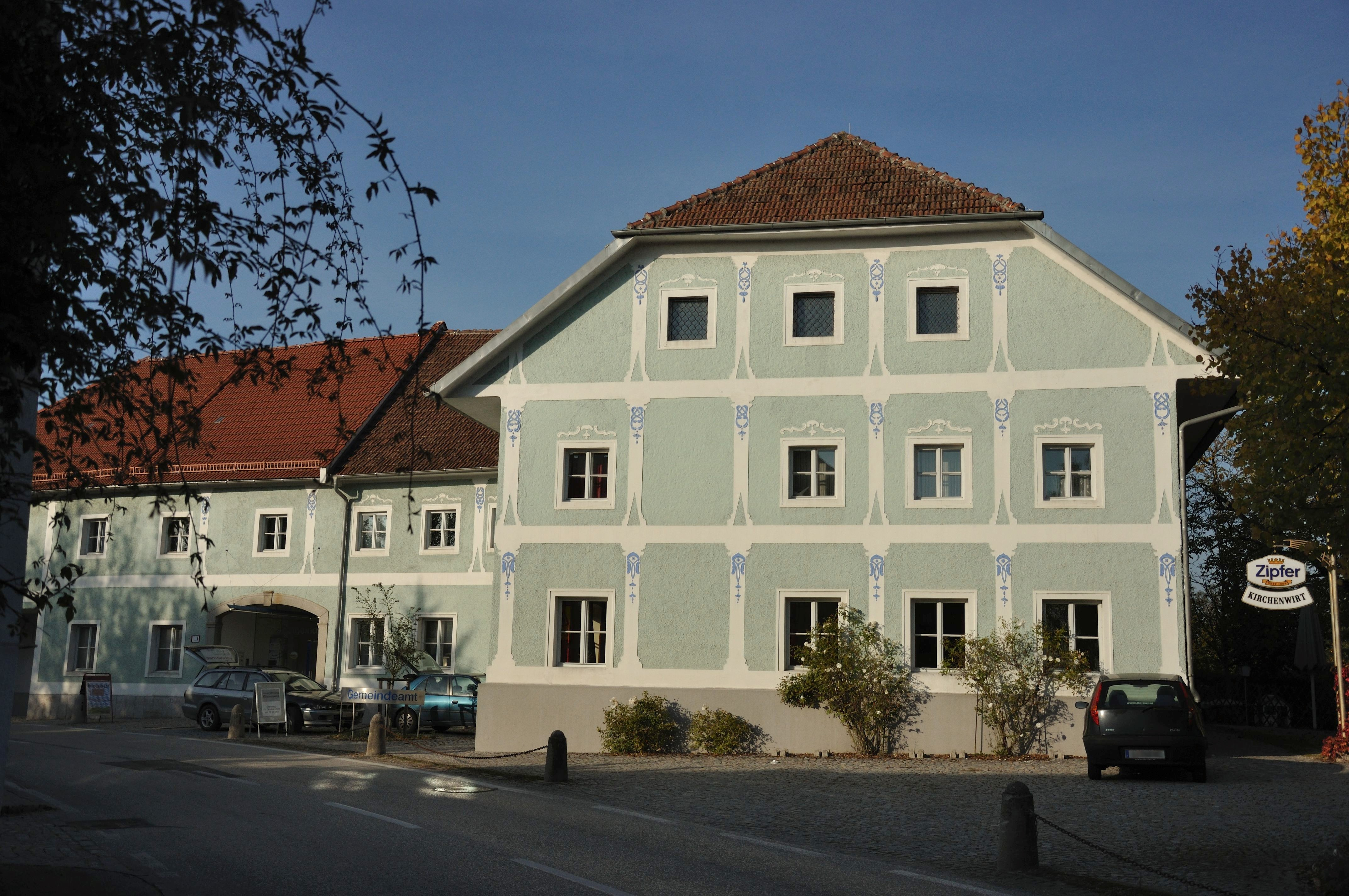
Gemeindeamt

- Mit den Gemeinderats- und Bürgermeisterwahlen in Oberösterreich 2003 hatte der Gemeinderat folgende Verteilung: 10 SPÖ, 7 FPÖ und 5 ÖVP.
- Mit den Gemeinderats- und Bürgermeisterwahlen in Oberösterreich 2009 hatte der Gemeinderat folgende Verteilung: 12 SPÖ, 7 ÖVP, 4 FPÖ und 2 GRÜNE.
- Mit den Gemeinderats- und Bürgermeisterwahlen in Oberösterreich 2015 hatte der Gemeinderat folgende Verteilung: 10 SPÖ, 7 FPÖ, 5 ÖVP und 3 GRÜNE.
- Mit den Gemeinderats- und Bürgermeisterwahlen in Oberösterreich 2021 hat der Gemeinderat folgende Verteilung: 13 SPÖ, 8 ÖVP und 4 FPÖ.[8][9]

Stärkste Kraft in der Gemeindepolitik ist seit jeher die SPÖ, die zwischen 1973 und 2003 immer die absolute Mandatsmehrheit und mit einer Ausnahme auch die absolute Stimmenmehrheit erreichen konnte. Die SPÖ kam dabei auf Ergebnisse zwischen 49,8 und 61,4 Prozent. Den zweiten Platz belegte während dieser Zeit meist die ÖVP, die auf 20,9 bis 30,4 Prozent kam. In den Jahren 1991 und 1997 wurde die ÖVP jedoch von der FPÖ überholt, die ansonsten immer den dritten Rang belegte. Die FPÖ erzielte 27,1 Prozent und 7 Mandate, die FPÖ 14,8 Prozent und vier Mandate und die Grünen 0,4 Prozent und zwei Mandate.
Die Stärke der SPÖ bei Gemeinderatswahlen nutzte auch der Landes-SPÖ bei Landtagswahlen. So erreichte die SPÖ bei Landtagswahlen zwischen 1973 und 2003 jeweils den ersten Platz bzw. zwischen 38,8 und 59,2 Prozent der Stimmen. Die ÖVP war mit 26,2 bis 30,6 Prozent jeweils zweitstärkste Kraft, die FPÖ mit 9,9 bis 23,6 Prozent mit einer Ausnahme immer Dritter. Bei der letzten Landtagswahl 2009 konnte die ÖVP die SPÖ erstmals überholen und mit 37,9 Prozent Erster werden. Die SPÖ kam nur noch auf 33,2 Prozent, die FPÖ wurde mit 14,7 Prozent Dritter. Viertstärkste Kraft waren mit 10,7 Prozent die Grünen.

### Bürgermeister
Bürgermeister seit 1855:
- 1855–1870 Johann Ritzberger
- 1870–1873 Mathias Jungreithmair
- 1873–1879 Martin Mitterlehner
- 1879–1906 Johann Trautenberger
- 1906–1919 Franz Jungreithmeir
- 1919–1929 Josef Trautenberger
- 1929–1942 Johann Kreilmaier
- 1942–1945 Karl Tobisch
- 1945–1945 Josef Kirchberger
- 1945–1947 Franz Flach
- 1947–1961 Johann Ottacker
- 1961–1977 Johann Gerstorfer
- 1977–1991 Johann Öberseder
- 1991–1997 Fritz Bauer
- 1997–2002 Erika Weinlechner
- 2002–2015 Josef Berger (SPÖ)
- 2015–2021 Dietmar Kapsamer (SPÖ)
- seit 2021 Peter Michael Breitenauer (SPÖ)

### Wappen
Offizielle Beschreibung des Gemeindewappens: Erniedrigt geteilt; oben in Gold zwei schräggekreuzte Streitkolben mit roten Stielen und blauen Köpfen, unten in Blau eine silberne heraldische Rose, belegt mit einem roten Herz, darin ein goldenes Kreuz. Die Gemeindefarben sind Blau-Gelb-Rot.
Die schräggekreuzten Streitkolben sind dem Wappen des Adelsgeschlechtes der Kirchberger entnommen, die ihren Sitz im heutigen Gemeindegebiet hatten.
Die Lutherrose ist Zeichen für die starke Tradition der evangelischen Kirche in Thening.
Streitkolben und Lutherrose symbolisieren somit die Gemeindeteile Kirchberg und Thening.

## Persönlichkeiten

### Söhne und Töchter der Gemeinde
- Johann Kreilmeir (1861–1938), Politiker der Christlichsozialen Partei
- Max Pauly (1876–1934), Politiker der Großdeutschen Volkspartei
- Paul Bauer (1907–1993), Lehrer und Theologe, Verfasser des „Gosauer Heimatbuch“
- Gerhard Ritzberger (1924–2021), Politiker (ÖVP), Landtagsabgeordneter 1961–1985, Gemeinderat von Kirchberg-Thening 1967–1981
- Wolfgang Kirchmayr (* 1943), Graveur, Bildhauer und Hochschullehrer

### Mit der Gemeinde verbundene Persönlichkeiten
- Alois Gradauer (* 1942), Politiker (FPÖ), Nationalratsabgeordneter 2006–2013, Gemeinderat von Kirchberg-Thening 1984–2003
- Johann Steller (1768–1857), evangelisch-lutherischer Theologe, von 1813 bis 1857 Pfarrer in Thening